# 虎貓
虎貓又名美洲豹貓，是產於南美、中美和墨西哥以及美國最南端、加勒比地區的野生貓科動物。體長可達100厘米，尾長45厘米，體重10-15千克，是虎貓屬中體型最大的一種。同屬的小斑虎貓和長尾虎貓與其外表相近，分布於同一地區。
虎貓的皮毛接近美洲豹，因此被遭到大量的捕殺，面臨生存的威脅。
种加词 pardalis 意为“豹纹的”、“長滿斑點的”。

## 習性
虎貓大多在夜晚活動，具有領地性。與大多數貓科動物一樣，它們是獨居動物，只在交配的時候聚集。虎貓的孕期為70天，每胎可產2-4仔，在每年秋天產子。
虎貓的視覺十分靈敏，具有夜視能力，其食物包括猴類、蛇、嚙齒類、魚、兩棲類和鳥，有時也捕食家養的小豬和禽類。這些動物基本都比它自身的身體小很多。

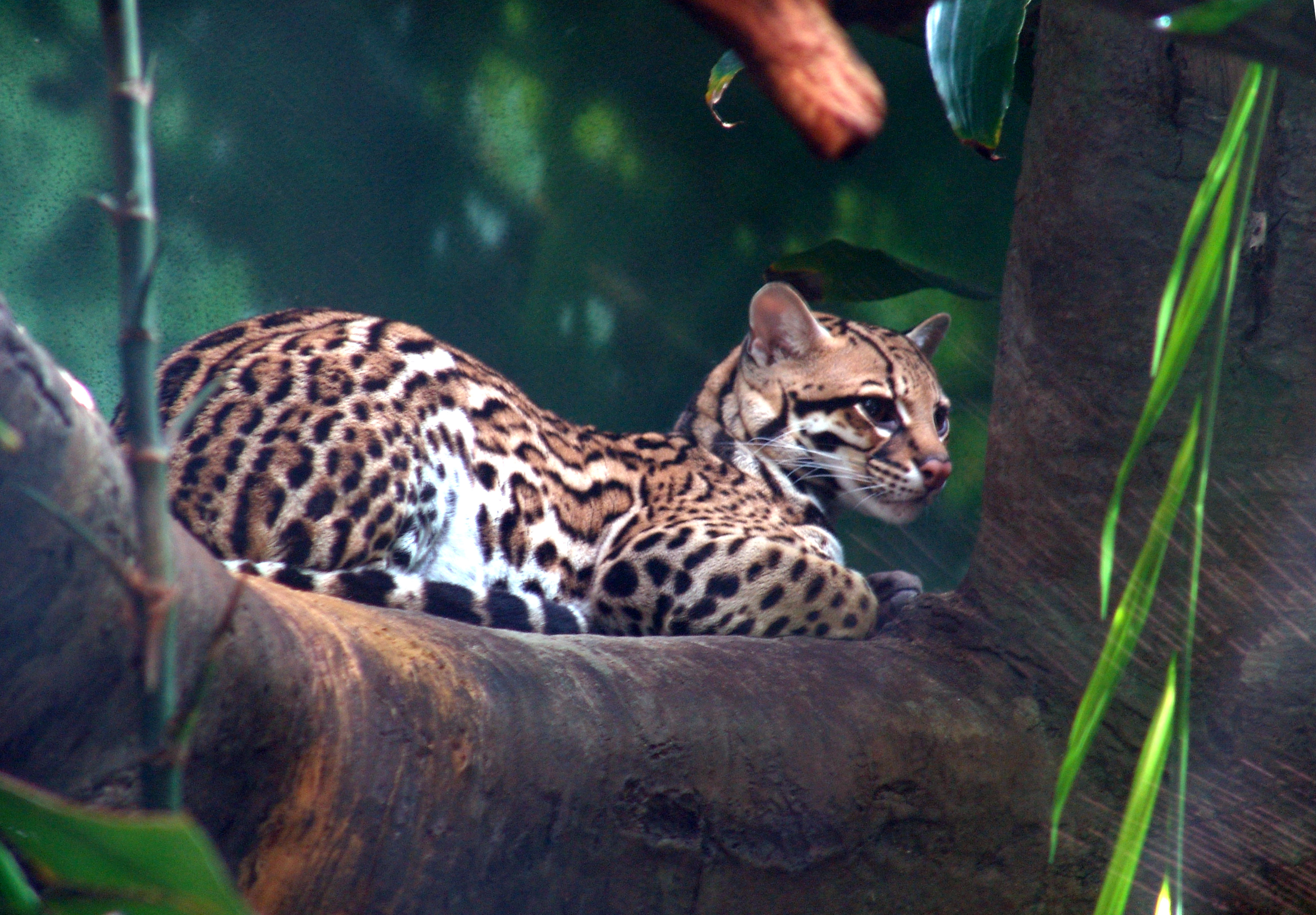
動物園裡的虎貓

## 亞種
包括以下一些已知亞種：
- Leopardus pardalis pardalis：亞馬遜雨林
- Leopardus pardalis aequatorialis：安第斯山北部和中美
- Leopardus pardalis albescens：墨西哥、德克薩斯西南部
- Leopardus pardalis melanurus：委內瑞拉、圭亞那、特立尼達、巴巴多斯、格林納達
- Leopardus pardalis mitis：阿根廷、巴拉圭
- Leopardus pardalis nelsoni：墨西哥
- Leopardus pardalis pseudopardalis：哥倫比亞
- Leopardus pardalis puseaus：厄瓜多爾
- Leopardus pardalis sonoriensis：墨西哥
- Leopardus pardalis steinbachi：玻利維亞

## 外部連結
- 物種概況：虎貓
- 虎貓信息（页面存档备份，存于）